# Брюно, Фердинанд
Фердинанд-Эжен-Жан-Батист Брюно (фр. Ferdinand-Eugène-Jean-Baptiste Brunot; 6 ноября 1860 года ― 7 января 1938 года) ― французский лингвист и филолог, автор фундаментального труда Histoire de la langue française des origines à 1900 («История французского языка от его истоков до 1900 года»), ставшего в итоге коллективным проектом.

## Биографии
Фердинанд Брюно родился в Сен-Дье-де-Вож в 1860 году. Устроился преподавать на филологическом факультете Лионского университета. В октябре 1891 года, в возрасте 31 года он стал лектором Сорбонны. Здесь же он начал свое долгое сотрудничество с коллегой-лингвистом Луи Пети де Жюлевилем и выпустил первый том своего монументального труда, посвящённого истории средневекового французского языка. В конечном итоге его сочинение расширилось до девяти томов, опубликованных при его жизни, а всего оно составило целых тринадцать томов. Он также опубликовал стандартную французскую грамматику и несколько работ, в которых отстаивал необходимость введения упрощённого французского правописания.
Брюно служил мэром XIV округа Парижа в тяжёлые военные лета с 1914 по 1919 год, а с 1919 по 1928 год был деканом в Парижском университете, где при нём произошла большая реорганизация и расширение. Он получил место в Академии надписей и изящной словесности в 1925 году, позже стал её президентом, а в 1933 году был награждён Большим крестом Почётного легиона. Умер в Париже в 1938 году.

## Память
Его именем названа одна из площадей Парижа и один из фонтанов в его родном районе.